# Nebelmännle
Das Nebelmännle ist eine Sagengestalt des Bodensee-Raums und zugleich eine lokale Fasnetfigur des 1938 gegründeten Bodmaner Narrenvereins der Bosköpfe.
Das Nebelmännle ist eine Personifikation des die Reben schädigenden Nebels. Um sich den Wein zu sichern, dringt das Nebelmännle darauf, dass das Läuten der Nebelglocke eingestellt wird.

## Sagenversionen in Bodman
Die Sagenversionen zu Bodman hat am besten Ludwig Uhland 1859 zusammengestellt. Die älteste Überlieferung findet sich in der Zimmerischen Chronik.
Eine von Uhland zitierte handschriftliche Aufzeichnung aus dem 17. Jahrhundert erwähnt erstmals die Heimkehrüberlieferungen.
Seit 1977 führt bei der lokalen Fasnet das Nebelmännle, das seit 1954 bei den Umzügen in Bodman auftritt, einen launigen Dialog mit dem Grafen Bodman. 2004 wurde das (angebliche) 1000-jährige Jubiläum seines Erscheinens gefeiert.

## Sagenversion am Federsee
Anton Birlinger und Michel Buck publizierten in ihrer Sagensammlung 1861 als Nr. 580 Graf Stadion und das Nebelmännlein mit dem Vermerk Mündlich.
Ist einmal ein Graf in Stadion [...] gewesen, der ging in die Fremde mit einer Kutsche und zwei Knechten, um die Welt zu durchreisen und das irdische Paradies zu suchen. Er war schon im siebenten Jahre fort, hatte Roß und Wagen verkauft, denn es kostete ihn was, das Reisen. Mit seinen zwei Knechten kam er in ein großes Holz, wo er sich verirrte. Da kamen sie auf einmal an eine mächtig hohe Mauer und wußten nicht, was das bedeute. Befahl daher der Graf einem Knechte hinaufzusteigen und zu schauen, was Landes über der Mauer. Der aber, wie er droben war, hat nur zum Grafen herabgelächelt und ist auf's jenseitige Land hinuntergesprungen. Dachte der Graf: da ist's gewiß was Rares da drüben, hob daher seinem zweiten Knecht das Bein und sprach zu ihm: »Nickel! schnapp nicht hinunter, sag', was da drüben ist!« Doch der hat's gemacht wie der erste Knecht. Der Graf bemühte sich jetzt bis zum Abend, an der Mauer hinanzuklettern; er hatte die Nägel von den Fingern gekrazt, allein all' sein Krabbeln war umsonst. Da sank er todtesmatt zusammen und wußte nicht wo aus und wo ein. Auf einmal sieht er hinter den Tannen ein Licht herfürschimmern und unser Graf hatte wieder frohen Mut. Er ging drauf zu, klopfte und es machte ihm ein altes Waldweiblein auf. Sagte das Weib: »Lieber Mann, macht, daß ihr fortkommt, mein Mann kommt bald heim und der ist ein Menschenfresser.« Der Graf bat inständig um Herberge. Dem Weib ging's zu Herzen und sie sprach: »Ja, aber wenn ihr da bleibt, muß ich euch verbergen; da schlüpft unter das Kautschenhenngatter! Aber ihr dürft keinen Mucker thun!« Der Graf verschwor, kein Husterlein zu thun und kroch unter die Kautsche zu den Hennen. Da kam das Waldmännlein und sprach: »Weib! ich schmecke Menschenfleisch. Her mit dem Kerle!« Sagte das Weib: »Gewiß, es ist Niemand da!« Da schnoberte er in der ganzen Stube umher, am Ofen, am Uhrenhäuslein, an der Kautsche (Pritsche). Da langt er auf einmal in das Hennengatter und der liebe Graf muß, blaß wie unser Herrgott am Kreuz, hervorwandern. Sprach der Waldmensch: »So, so! seid's ihr, Herr Graf von Stadion! Wenn ihr euer verbeintes Nebelglöcklein zu Stadion in den Federsee werfen wollt, so friß ich euch nicht und will euch Morgen früh bis acht Uhr nach Stadion bringen, denn um neun Uhr hat euer Weib mit einem Andern Hochzeit.« Entgegnete der Graf: »Ein Mann, ein Wort.« Der Waldmensch offerirte dem Grafen, daß er eigentlich das Nebelmännlein sei und daß ihn das verbeinte Nebelglöcklein nicht leiden könne, zumal es ihn, so oft er dort Nebel machen wolle, an den Kopf schlage. Der Graf aß noch zu Nacht bei dem Nebelmännlein und des Morgens früh waren sie im Nu auf einer Nebelwolke nach Stadion gefahren. Der Graf konnte seinem Weib nur durch den Stahlring zeigen, daß er ihr Mann sei. Er war ganz verhaart und zerlumpt. Das Glöcklein aber ließ er in den Federsee versenken.

Literatur
Eine Neuerzählung der Nebelmännle-Sage erschien 2018 im Verlag Urachhaus, der Text stammt von Anke Klaaßen, die Illustrationen von Daniela Drescher.